# Oxford–AstraZeneca COVID-19 vaccine
Oxford-AstraZeneca COVID-19-vaccinen med kodenavnet AZD1222, der bl.a. sælges under varemærkerne Covishield og Vaxzevria, er en viral vektorvaccine til forebyggelse af COVID-19. Vaccinen er udviklet af Oxford University og AstraZeneca og gives ved intramuskulær injektion med det modificerede chimpansee-adenovirus ChAdOx1 som vektor. Vaccinen har en effektivitet på 76,0 % ved forebyggelse af symptomatisk COVID-19 fra 22 dage efter den første dosis og 81,3 % efter den anden dosis.
Vaccinen har en god sikkerhedsprofil med bivirkninger, herunder smerter på injektionsstedet, hovedpine og kvalme, som alle generelt forsvinder inden for få dage. Sjældnere kan der forekomme anafylaksi (det britiske lægemiddel- og sundhedsstyrelsesagentur (MHRA) har 268 rapporter ud af ca. 21,2 mio. vaccinationer pr. 14. april 2021). I meget sjældne tilfælde (ca. 1 ud af 100 000 personer) er vaccinen blevet forbundet med en øget risiko for blodpropper i kombination med et lavt niveau af blodplader Ifølge Det Europæiske Lægemiddelagentur er der pr. 4. april 2021 rapporteret 222 tilfælde af blodpropper fra Det Europæiske Økonomiske Samarbejdsområde og Det Forenede Kongerige, hvor ca. 34 mio. personer har fået vaccinen.
Den 30. december 2020 blev vaccinen første gang godkendt til brug i det britiske vaccinationsprogram, og den første vaccination uden for et forsøg blev givet den 4. januar 2021. Vaccinen er siden blevet godkendt af flere lægemiddelagenturer verden over, såsom Det Europæiske Lægemiddelagentur (EMA) og den australske Therapeutic Goods Administration, og den blev godkendt til en liste over nødanvendelse af Verdenssundhedsorganisationen (WHO) Nogle lande har begrænset brugen af vaccinen til ældre mennesker med større risiko for alvorlig COVID-19-sygdom på grund af bekymring over de meget sjældne bivirkninger ved vaccinen hos yngre personer.

## Anvendelse

### Godkendelser
Storbritannien blev det første land til at udsende en midlertidig nødgodkendelse af Oxford–AstraZeneca-vaccinen idet det britiske Medicines and Healthcare products Regulatory Agency (MHRA) påbegyndte en undersøgelse af effektivitet og sikkerhedsdata 27. november 2020, fulgt af en godkendelse 30. december 2020, og blev dermed den anden vaccine godkendt til brug i landets nationale vaccinationsprogram. BBC rapporterede om at den første person, der modtog vaccinen udenfor kliniske tests, blev vaccineret 4. januar 2021.
Det Europæiske Lægemiddelagentur (European Medicines Agency eller blot EMA) påbegyndte en undersøgelse af vaccinen 12. januar 2021, og udtalte i en pressemeddelelse at agenturet kunne udsende en godkendelse 29. januar, hvorefter EU-Kommissionen kunne beslutte sig for betinget markedsføringsautorisering indenfor få dage. 29. januar 2021 anbefalede EMA at give en betinget markedsføringsautorisering for AZD1222 for personer på 18 år og op, og anbefalingen blev accepteret af EU-Kommissionen samme dag. Den ungarske regulator havde allerede inden EU-godkendelsesproceduren valgt at godkende vaccinen til brug i Ungarn.
30. januar 2021 godkendte Vietnams sundhedsministerium AstraZeneca-vaccinen til anvendelse, og den blev dermed den første godkendte vaccine i Vietnam, ligesom den 10. februar 2021 blev den første godkendte vaccine i Sydkorea. Vaccinen er derudover blevet godkendt til nødanvendelse i en række andre ikke-EU-lande, heriblandt Argentina, Bangladesh, Brasilien, Den Dominikanske Republik, El Salvador, Indien, Malaysia, Mexico, Nepal, Pakistan, Filippinerne, Sri Lanka, Taiwan, Australien og Canada.
10. februar 2021 udsendte Verdenssundhedsorganisationen (WHO) en midlertidig vejledning og anbefalede AstraZeneca-vaccinen for alle voksne, efter organisationens Strategic Advisory Group of Experts også havde vurderet tilfælde hvor der var flere varianter til stede, og vurderede at der ikke var nogen grund til ikke at anbefale den.